# Privilegiertes Bauvorhaben
Privilegierte Bauvorhaben sind Bauvorhaben, die auch im Außenbereich, also den Flächen, für die kein qualifizierter Bebauungsplan besteht und die außerhalb der im Zusammenhang bebauten Ortsteile liegen, zulässig sind. Ihre Zulässigkeit steht lediglich unter dem Vorbehalt des Entgegenstehens öffentlicher Belange und einer ausreichenden Erschließung. Die privilegierten Bauvorhaben stellen damit eine Ausnahme vom Grundsatz gemäß § 35 Baugesetzbuch (BauGB) dar, dass der Außenbereich vor baulicher oder sonstiger Inanspruchnahme zum Beispiel durch Freizeitnutzungen und damit allgemein vor Zersiedelung geschützt werden soll.
Im Unterschied hierzu stehen die (nicht privilegierten) sonstigen Vorhaben (§ 35 Abs. 2), deren Zulässigkeit bereits scheitert, wenn öffentliche Belange (nur) beeinträchtigt werden.
Eine Zwischengruppe stellen die teilprivilegierten Bauvorhaben (begünstigte Vorhaben) nach § 35 Abs. 4 dar.
§ 35 Abs. 1 BauGB nennt abschließend neun Arten von privilegierten Vorhaben, und zwar solche, die:
1. einem land- oder forstwirtschaftlichen Betrieb dienen
2. einem Betrieb der gartenbaulichen Erzeugung dienen
3. der öffentlichen Versorgung mit Elektrizität, Gas, Telekommunikationsdienstleistungen, Wärme und Wasser, der Abwasserwirtschaft oder einem ortsgebundenen gewerblichen Betrieb dienen
4. wegen ihrer besonderen Anforderungen an die Umgebung, wegen ihrer nachteiligen Wirkung auf die Umgebung oder wegen ihrer besonderen Zweckbestimmung nur im Außenbereich ausgeführt werden sollen
5. der Erforschung, Entwicklung oder Nutzung der Wind- oder Wasserenergie dienen
6. der energetischen Nutzung von Biomasse im Rahmen eines Betriebes nach Nummer 1 oder 2 oder eines Betriebes nach Nummer 4, der Tierhaltung betreibt, sowie dem Anschluss solcher Anlagen an das öffentliche Versorgungsnetz dienen
7. der Erforschung, Entwicklung oder Nutzung der Kernenergie zu friedlichen Zwecken oder der Entsorgung radioaktiver Abfälle dienen.
8. der Nutzung solarer Strahlungsenergie dient a) in, an und auf Dach- und Außenwandflächen von zulässigerweise genutzten Gebäuden, wenn die Anlage dem Gebäude baulich untergeordnet ist, oder b) auf einer Fläche längs von aa) Autobahnen oder bb) Schienenwegen des übergeordneten Netzes im Sinne des § 2b des Allgemeinen Eisenbahngesetzes mit mindestens zwei Hauptgleisen und in einer Entfernung zu diesen von bis zu 200 Metern, gemessen vom äußeren Rand der Fahrbahn.[1]
9. der Nutzung solarer Strahlungsenergie durch besondere Solaranlagen im Sinne des § 48 Absatz 1 Satz 1 Nummer 5 Buchstabe a, b oder c des Erneuerbare-Energien-Gesetzes dient, unter folgenden Voraussetzungen: a) das Vorhaben steht in einem räumlich-funktionalen Zusammenhang mit einem Betrieb nach Nummer 1 oder 2, b) die Grundfläche der besonderen Solaranlage überschreitet nicht 25 000 Quadratmeter und c) es wird je Hofstelle oder Betriebsstandort nur eine Anlage betrieben.[2]